# Georgi Konstantinovski
Georgi Konstantinovski (v makedonské cyrilici Георги Константиновски; 29. července
1930 Kragujevac, Království Jugoslávie – 8. prosince 2020 Skopje) byl makedonský architekt.
Konstantinovski studoval ve Skopje a na univerzitě v Yale, kde získal magisterský titul v roce 1956. Po dostudování spolupracoval s architekty I. M. Pei, Henry Cobb a Araldo Cossuta. Jeho práce, které vznikaly v duchu brutalismu, byly oceňovány vysokými jugoslávskými i makedonskými oceněními. Mezi ně patřil např. cena 11. října (1969), třikrát ocenění jugoslávského deníku Borba (1969, 1972, 1983), ocenění BIMAS (1981 a 1995), nebo např. cena Andreje Damjanova za celoživotní dílo (1999).
Později se stal Konstantinovski děkanem Architektonické fakulty Univerzity ve Skopje a předsedou výboru pro územní plánování makedonské metropole. V současné době je členem Makedonské akademie architektury.
Mezi stavby, které navrhl a které byly zrealizovány patří například studentské koleje Goce Delčeva ve Skopje, republikový archiv, institut inženýrství v oblasti zemětřesení, vzpomínkové centrum ASNOM v Pelincích, nebo kulturní centrum v Razlovcích. Byl také jedním z kritiků projektu Skopje 2014.[zdroj?]